# Adelheid Ruck-Schröder
Adelheid Ruck-Schröder (* 1. Mai 1966 in Bietigheim, Baden-Württemberg) ist eine deutsche evangelisch-lutherische Theologin. Sie wurde am 29. März 2025 von der Synode der Evangelischen Kirche von Westfalen zur Präses gewählt, das Amt trat sie am 15. Juni 2025 an. Davor war sie seit Juli 2021 Regionalbischöfin für den Sprengel Hildesheim-Göttingen der Evangelisch-lutherischen Landeskirche Hannovers.

## Leben und Wirken
Adelheid Ruck-Schröder wuchs in Leonberg und Stuttgart auf. Ihre Gymnasialzeit verbrachte sie an den württembergischen Evangelischen Seminaren Maulbronn und Blaubeuren. Sodann studierte sie Evangelische Theologie als Stipendiatin des Evangelischen Stiftes in Tübingen und Berlin. Sie wurde 1997 mit einer von Peter von der Osten-Sacken betreuten Arbeit an der Humboldt-Universität Berlin promoviert.
Das Vikariat absolvierte Adelheid Ruck-Schröder in Halle an der Saale und in Münster/Westfalen. Sie wurde 1999 in Havixbeck ordiniert, wo sie auch ihre erste Pfarrstelle hatte. Fünf Jahre später trat sie eine Stelle als Berufsschulpfarrerin in Saarbrücken an und war als Beauftragte für den Evangelischen Religionsunterricht an berufsbildenden Schulen im Saarland tätig.
Ab 2011 übte Ruck-Schröder vier Jahre das Amt als Pfarrerin der Stephanusgemeinde in Göttingen aus. Von 2015 bis 2021 war sie Studiendirektorin des Predigerseminars der Landeskirche im Kloster Loccum. Am 17. Juli 2021 wurde sie von Bischof Ralf Meister in das Amt der Regionalbischöfin im Sprengel Hildesheim-Göttingen der Evangelisch-lutherischen Landeskirche Hannovers eingeführt, in dem sie die Nachfolge von Eckhard Gorka antrat.
2021 wurde sie als erste Frau berufene Konventuale des Klosters Loccum. Vorher waren Frauen nur als Leiterin des Predigerseminars oder als Landesbischöfin für die Dauer ihrer Amtszeit Mitglied. Am 29. März 2025 wurde sie zur Präses der Evangelischen Kirche von Westfalen gewählt; die Amtseinführung fand am  15. Juni 2025 in der Zionskirche in Bielefeld-Bethel statt.
Sie publiziert zu Fragen der praktischen Theologie und gehört dem Vorstand der Gesellschaft für Christlich-Jüdische Zusammenarbeit Göttingen an.
Verheiratet ist sie mit dem Göttinger Theologieprofessor Bernd Schröder; das Paar hat zwei erwachsene Kinder.

### In Funk und Fernsehen
Ab 2006 arbeitete Ruck-Schröder beim Saarländischen Rundfunk  zuerst im Radio und später beim Saarländischen Fernsehen an Beiträgen zu christlichen Themen mit. Von 2010 bis 2012 war sie Sprecherin des Wortes zum Sonntag in der ARD, danach Autorin und Sprecherin von Morgenandachten im NDR.

## Veröffentlichungen (Auswahl)
- Muss die Bibel am Rand des Religionsunterrichtes stehen? In: Der evangelische Erzieher. Zeitschrift für Pädagogik und Theologie. Bd. 58 (2006), 3, S. 278–285.
- Der Name Gottes und der Name Jesu: eine neutestamentliche Studie (Wissenschaftliche Monographien zum Alten und Neuen Testament Bd. 80), Neukirchen-Vluyn 1999, zugl. Diss. Berlin 1997/98.
- Zahlreiche kleinere Veröffentlichungen zur Perikopenreihe.
- F. Erichsen-Wendt, A. Ruck-Schröder: Pfarrer:in sein (Praktische Theologie konkret Band 5). 2022, ISBN 978-3-525-63065-5.